# Сулейманов, Эльхан Дилавер оглы
Эльхан Дилавер оглы Сулейманов (азерб. Elxan Dilavər oğlu Süleymanov; род. 2 февраля 1974, Сумгаит) — азербайджанский тяжёлоатлет, серебряный призёр чемпионата Европы 2001 года. Участник Олимпийских игр 2000 в Сиднее. Младший брат чемпиона мира по тяжёлой атлетике Хафиза Сулейманова и старший брат тяжелоатлета Зульфугара Сулейманова.

## Биография
Эльхан Сулейманов родился 2 февраля 1974 года в городе Сумгаит. Тяжёлой атлетикой занимается с детских лет.
Сулейманов участвовал на чемпионате мира 1993, где занял 7-е место. На чемпионате мира 1997 года и на чемпионате Европы 1998 года азербайджанский тяжелоатлет занял 5-е место. На чемпионате Европы 1998 года Сулейманов занимает 5-е место. На чемпионатах Европы 1999 и 2000 гг. Сулейманов занял 6- место, а на чемпионате мира 1999 года — 14-е место.
Представлял Азербайджан на летних Олимпийских играх 2000 в Сиднее в весовой категории до 62 кг и занял 8-е место.
В 2001 году он стал вице-чемпионом Европы. В этом же году на чемпионате мира Сулейманов занял 10-е место. Принимал участие на чемпионате Европы 2002 года и на чемпионатах мира 2002 и 2003 гг.
В 1989—2004 годах Сулейманов неоднократно становился победителем и призёром чемпионатов Азербайджана. Ему также было присвоено звание мастера спорта международного класса.
В 1998—2003 годах учился в Азербайджанской академии физической культуры и спорта. Завершив карьеру спортсмена, специалист, начавший заниматься судейством, отстаивал справедливость на мировом и европейском уровне, Играх исламской солидарности и других международных соревнованиях. Получил статус международного судьи.
Сулейманов занимаетя также тренерской деятельностью. Его воспитанники успешно выступают на соревнованиях республиканского уровня.